# Dendrodoris fumata
Dendrodoris fumata is een slakkensoort uit de familie van de Dendrodorididae. De wetenschappelijke naam van de soort is voor het eerst geldig gepubliceerd in 1830 door Rüppell & Leuckart.